# Sarcosaurus
 Sarcosaurus  („Fleisch-Echse“) ist eine Gattung früher theropoder Dinosaurier (Theropoda) aus dem Unterjura von England. 
Da er lediglich von einem fragmentarischen Skelett eines adulten Individuums bekannt ist, weiß man über sein Aussehen nur wenig. Oft wird er in Rekonstruktionen mit einem Nasenhorn, ähnlich dem von Ceratosaurus dargestellt. Da jedoch kein Schädelmaterial entdeckt wurde, sind solche Bilder Spekulationen. Die geschätzte Länge wird in der Literatur mit Werten zwischen drei und vier Metern angegeben.
Charles William Andrews veröffentlichte 1921 auf der Grundlage eines Oberschenkelknochens (Femur), einzelnen Wirbeln (Vertebra) sowie eines unvollständigen Beckens die Erstbeschreibung der Gattung und nannte die Typusart Sarcosaurus woodi. Die nach dem Erstbeschreiber benannte Art Sarcosaurus andrews gilt heute als nomen dubium.